# Görgey Albert
Toporczi és görgői Görgey Albert (1882. május 30. – 1943. december 19.) földbirtokos.

## Élete
Szülei Görgey János és Ujházy Zsófia voltak.
1909 táján toporci birtokán gazdálkodott.
Holly Jenő újságíró 1934-ben írt német nyelvű drámájának írása előtt meginterjúvolta őt. A Görgey családi sírkertben felállított gránit emlékkövön az ő versének részlete olvasható. Haláláig a toporci kastélyban élt.

## Művei
Elsősorban történeti cikkeket írt a Szepesi Lapokba (1913/4).
- 1908 A topporci és görgői Görgey nemzetség történetéből. Igló.
- 1909 A toporczi és görgői Görgey nemzetség és a svábóczi és tótfalvi Sváby nemzetség történetéből. Igló.
- 1916 A Görgeyek és a reformáczió. Igló.
- 1917 Görgey Arthur - 1818-1916. Igló.